# Cristian Trejos
Cristian Enrique Trejos Avendaño (Rancagua, Chile) es un futbolista chileno que fue arquero de Club Deportivo O'Higgins y Palestino en los años 80' y 90'.Actualmente es preparador de arqueros.

## Clubes
| Club              | País  | Año       |
| ----------------- | ----- | --------- |
| O'Higgins         | Chile | 1982-1993 |
| Palestino         | Chile | 1994      |
| O'Higgins         | Chile | 1995      |
| Provincial Osorno | Chile | 1996      |

- Datos: Q5791394